# 淡河村
淡河村（おうごむら）は、兵庫県美嚢郡にあった村。現在の神戸市北区淡河町各町にあたる。

## 地理
- 山岳：東鹿見山、西鹿見山、投町山、滝ノ山、愛宕山、石切山、論破山、シビレ山
- 河川：淡河川

## 歴史
- 1889年（明治22年）4月1日 - 町村制の施行により、美嚢郡淡河町・下村・萩原村・木津村・南僧尾村・北僧尾村の区域をもって発足。
- 1957年（昭和32年）7月1日 - 上淡河村と新設合併し、改めて淡河村が発足。
- 1958年（昭和33年）2月1日 - 神戸市に編入、兵庫区の一部となる。同日淡河村廃止。
- 1973年（昭和48年）8月1日 - 分割により、旧村域が北区の一部となる。

## 交通

### 道路
現在は旧村域に山陽自動車道の淡河パーキングエリアが所在するが、当時は未開通。